# Feketeerdő
Feketeerdő – wieś i gmina w północno-zachodniej części Węgier, w pobliżu miasta Mosonmagyaróvár.
Miejscowość leży na obszarze Małej Niziny Węgierskiej, w pobliżu granicy słowackiej i austriackiej. Administracyjnie należy do powiatu Mosonmagyaróvár, wchodzącego w skład komitatu Győr-Moson-Sopron.
Gmina Feketeerdő liczy 497 mieszkańców (2009) i zajmuje obszar 6,74 km².